# Niphona gracilior
Niphona gracilior là một loài bọ cánh cứng trong họ Cerambycidae.